# Die Trauernden

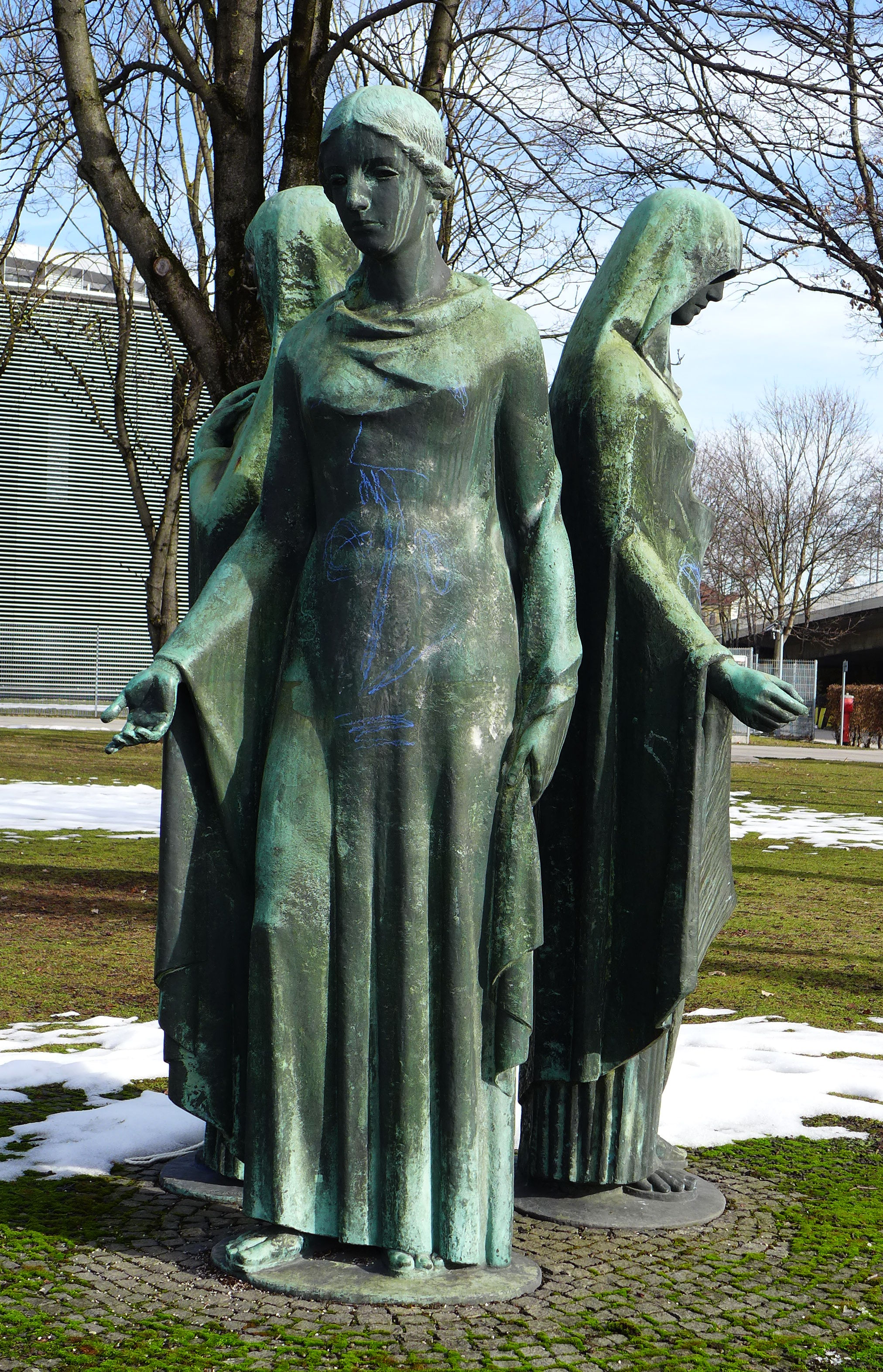
Die Trauernden – am Standort in der Grünanlage an der Richelstraße (1973–2020)

Die bronzenen Frauenfiguren Die Trauernden sind ein vom Bildhauer Karl Kroher für ein Ehrenmal in der Kuppelhalle des im Zweiten Weltkrieg zerstörten Königlich-Bayerischen Verkehrsministeriums in der Arnulfstraße in München geschaffenes Denkmal. Gegossen wurden die Figuren von der Erzgießerei Ferdinand von Miller in München. Sie haben eine Höhe von etwa 2,80 Meter. Von 1973 bis 2020 standen drei der Figuren – eine war seit der Zerstörung im Krieg verschollen – in der Grünanlage der Bundesbahndirektion in der Richelstraße im Münchner Stadtteil Neuhausen. Die vierte Figur, die sich in Privatbesitz befand, wurde durch Zufall wiedergefunden. Seit 2020 sind alle vier Figuren im naheliegenden Innenhof der DB Mobility Logistics aufgestellt.

## Geschichte
Der Grundstein für das ursprüngliche Denkmal wurde am 29. Mai 1921 in der Kuppelhalle des Königlich-Bayerischen Verkehrsministeriums in der Arnulfstraße (Alte Hopfenpost) in München gelegt. Enthüllt wurde das Ehrenmal 1927. Das Denkmal bestand ursprünglich aus einer im Fußboden eingelassenen marmornen Gedenkplatte, umgeben von vier trauenden Figuren in Nischen der Kuppelhalle: Das Mädchen, Die Braut, Die Mutter, Die Witwe. Sie stehen sinnbildlich für die Trauernden um die 2200 im Ersten Weltkrieg gefallenen bayerischen Postler und Eisenbahner. Jede Figur hielt einen Lorbeerzweig in der Hand. 1959 wurde die Ruine des Verkehrsministerium abgerissen. Drei der vier Figuren wurden dabei gerettet: Das Mädchen, Die Mutter, Die Witwe. Die Figur Die Braut blieb verschollen.
Bei der Neugestaltung des Bundesbahndirektionsgeländes in Neuhausen (Richelstraße) im Jahr 1973 wurden die Figuren Das Mädchen, Die Mutter und Die Witwe in der dortigen Grünanlage im Kreis, Rücken an Rücken, aufgestellt.
Anfang 2019 erfuhren Stadtteilhistoriker der Geschichtswerkstatt Neuhausen durch Zufall, dass sich die Figur Die Braut in Privatbesitz befindet.
Die Bemühungen, die vier Figuren wieder zusammenzuführen, waren erfolgreich. Seit Oktober 2020 stehen die vier Figuren, ähnlich der ursprünglichen Anordnung in der Kuppelhalle des Königlich-Bayerischen Verkehrsministeriums, im Innenhof des Verwaltungsbaus in der Richelstraße 3 (ehemals Bundesbahndirektion). Dort sind die Figuren auch für die Öffentlichkeit frei zugänglich.

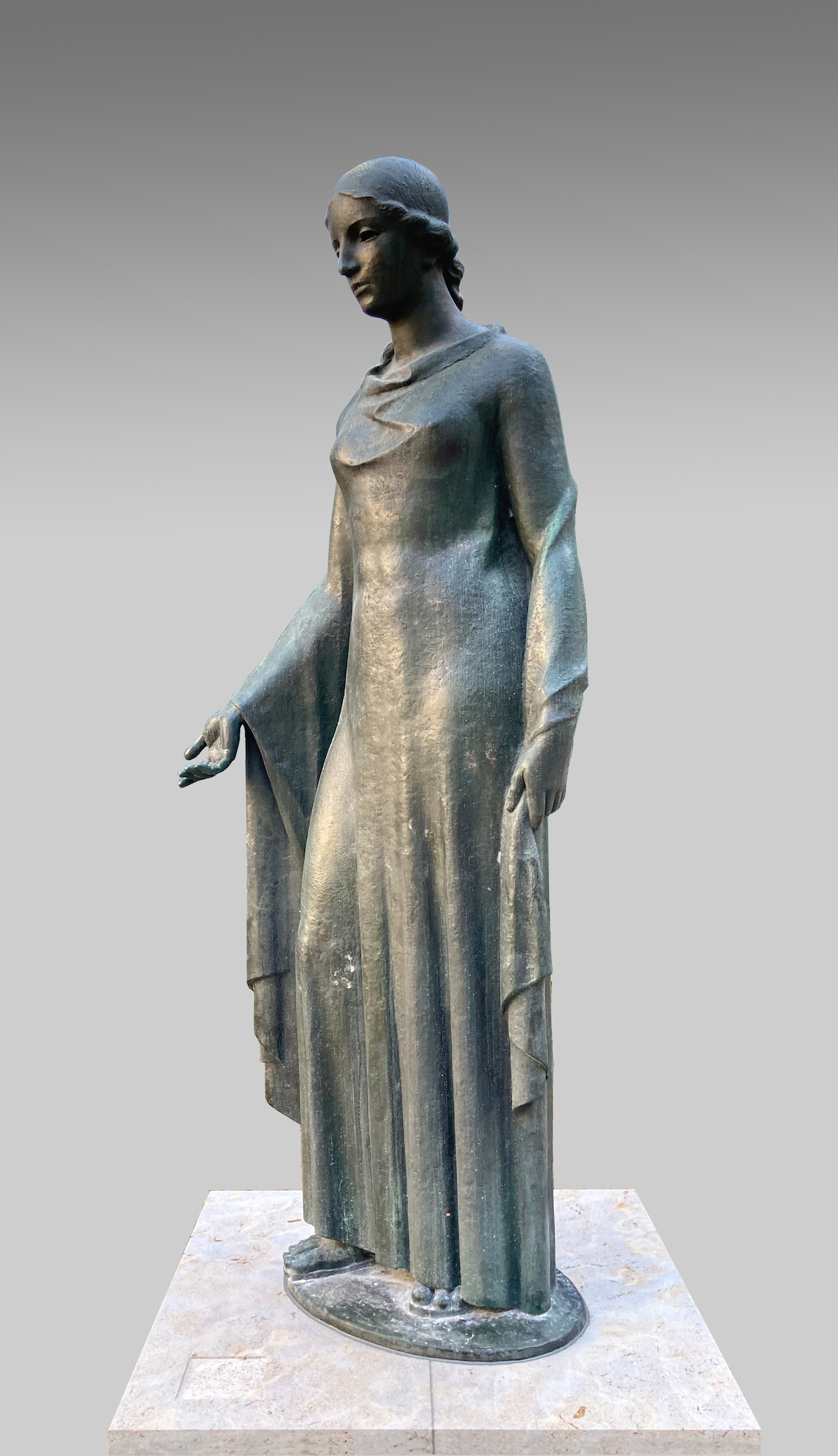
Das Mädchen
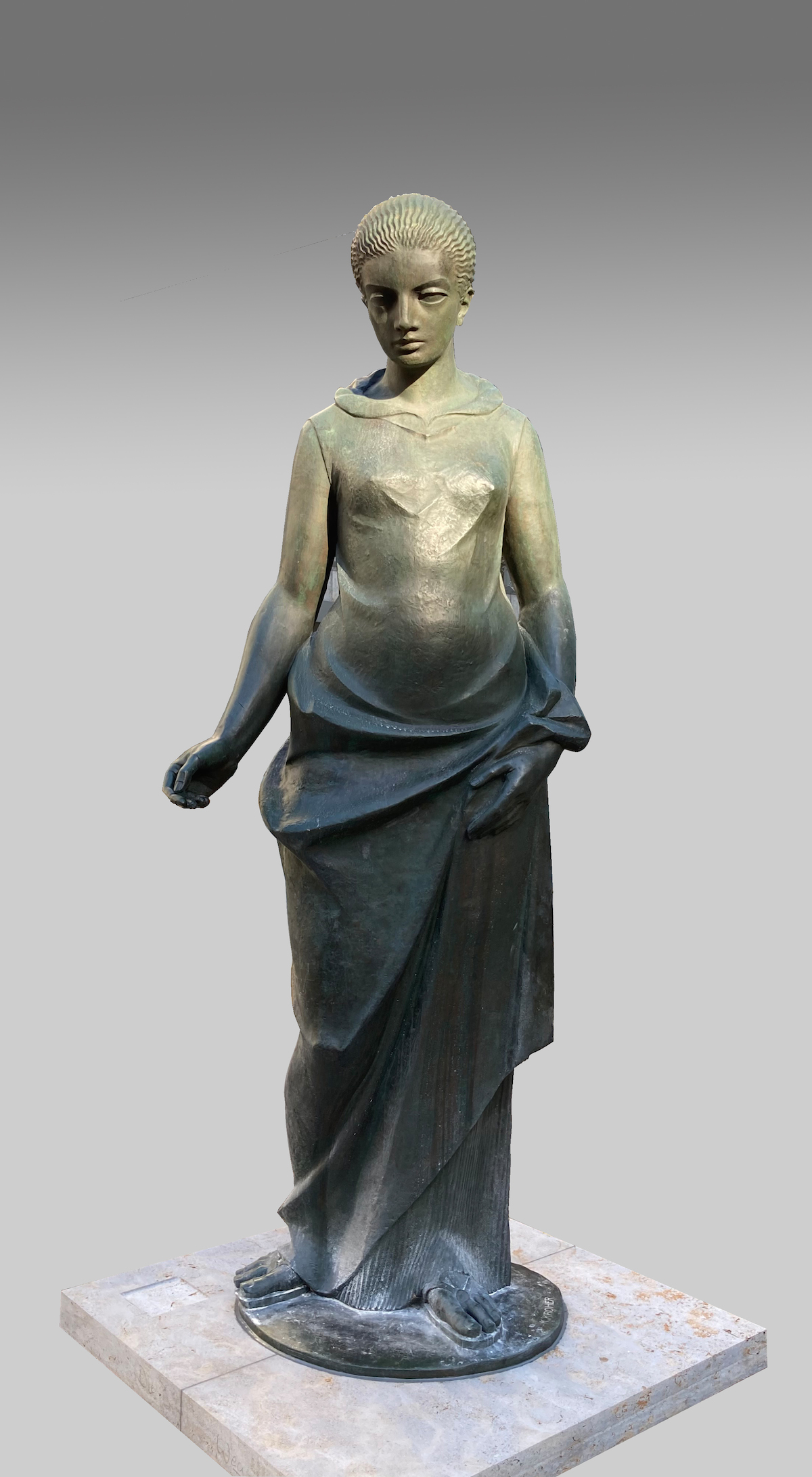
Die Braut
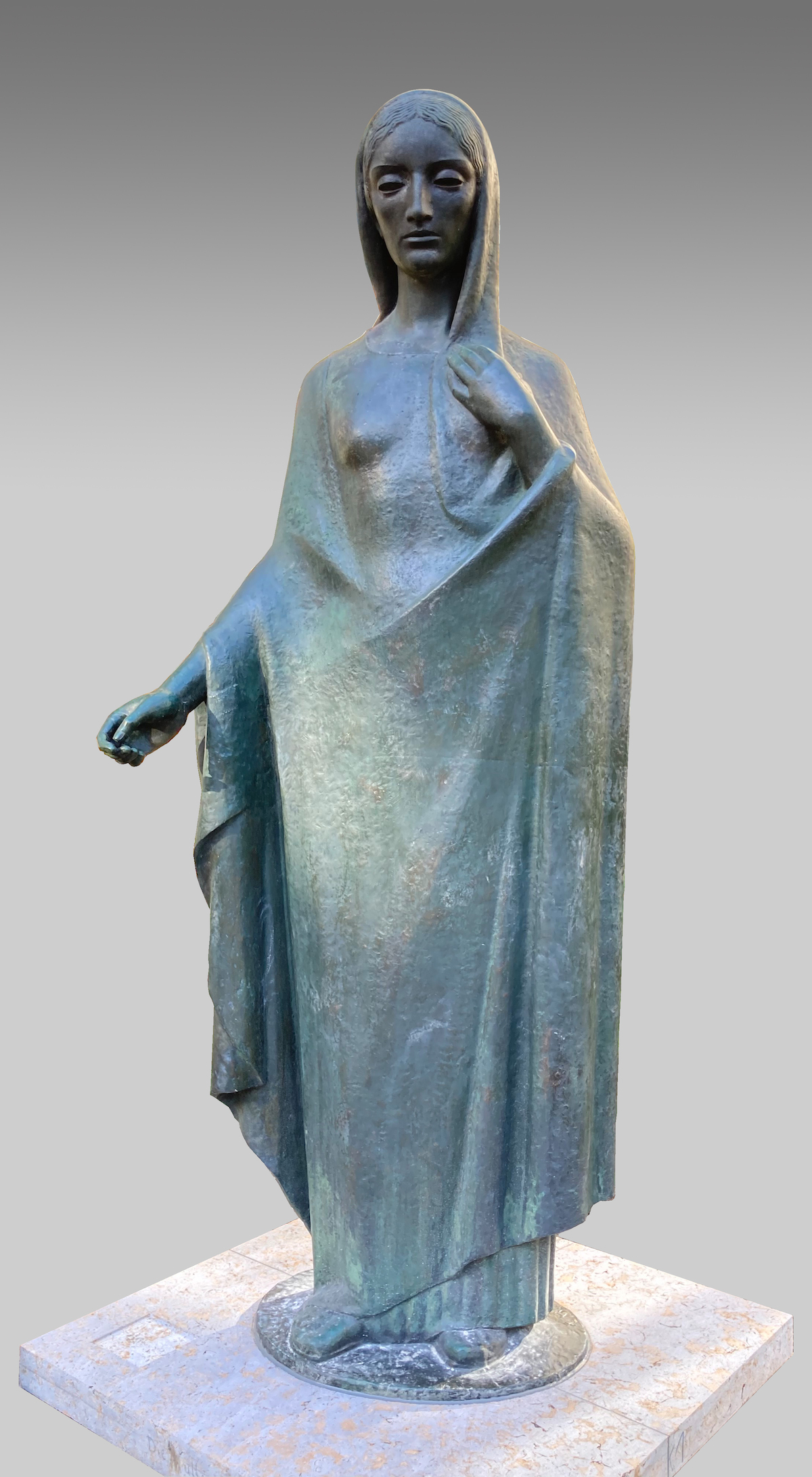
Die Mutter
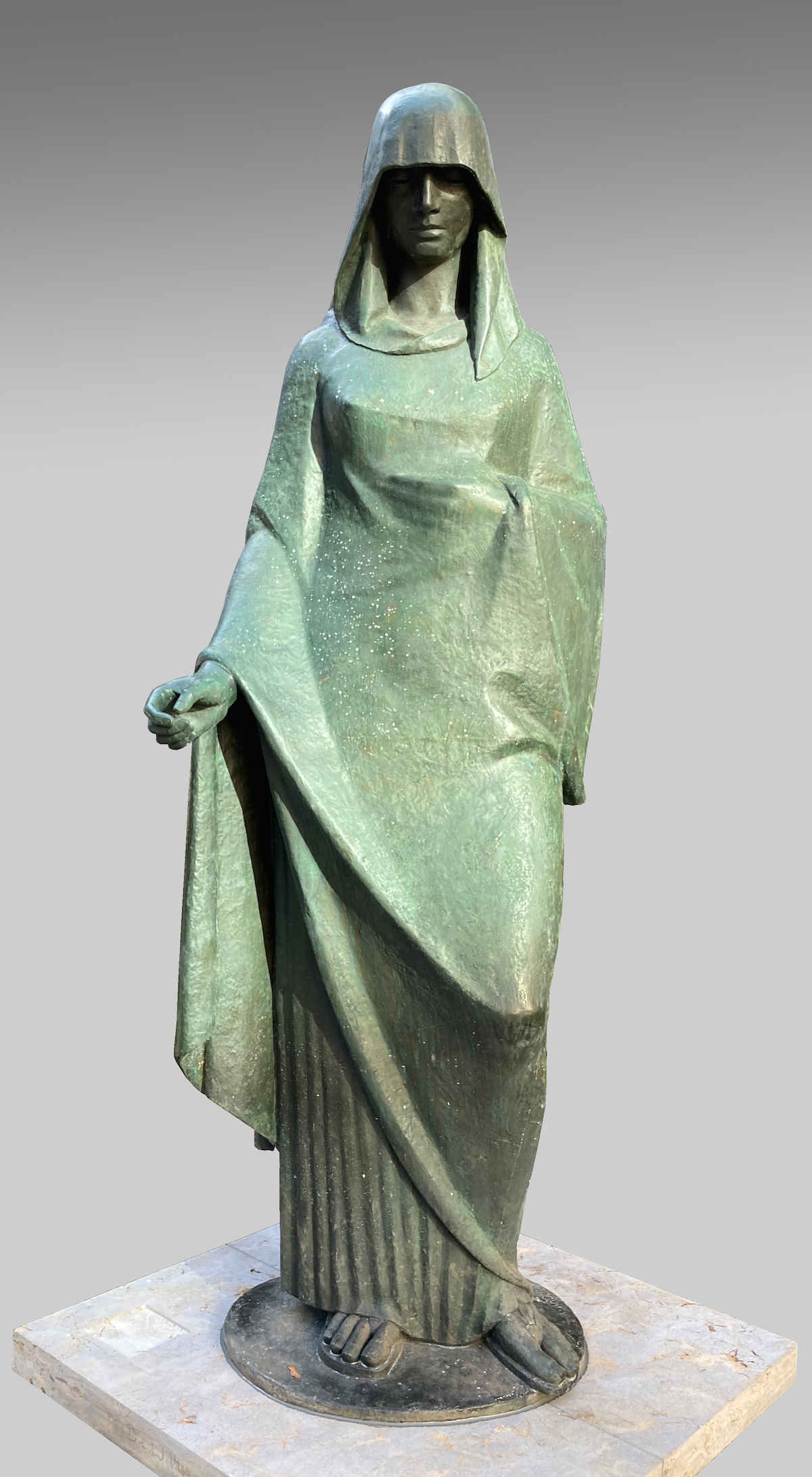
Die Witwe